# Nokia Eseries
Nokia Eseries — серия смартфонов, которые производитель позиционирует как устройства для бизнеса с расширенными возможностями подключения.

## Функции аппаратов
| Модель     | Исполнение                                                   | Версия ОС                                                     | Выпущен | Тип корпуса  | Экран                             | Частота и режим | Наличие QWERTY-клавиатуры | Bluetooth | WiFi | Камера                       | Карта памяти | FM-радио | GPS | Изображение           |
| ---------- | ------------------------------------------------------------ | ------------------------------------------------------------- | ------- | ------------ | --------------------------------- | --- | ------------------------- | --------- | ---- | ---------------------------- | ------------ | -------- | --- | --------------------- |
| E50        | Для всего мира                                               | S60 3rd Edition (initial release)                             | 2006    | Классический | 240х320                           | GSM/EGSM 850/900/1800/1900                                                                                                 | Нет                       | 2.0       | Нет  | 1.3 МПикс (только E50-1)     | microSD      | Нет      | Нет | E50-1 с камерой       |
| E51        | Для всего мира                                               | S60 3rd Edition, Feature Pack 1                               | 2007    | Классический | 240x320                           | GSM/EGSM 850/900/1800/1900 WCDMA/HSDPA 850/2100                                                                            | Нет                       | 2.0       | Да   | 2 МПикс                      | microSDHC    | Да       | Нет | E51 чёрный            |
| E52        | Для всего мира                                               | S60 3rd Edition, Feature Pack 2                               | 2009    | Классический | 240x320                           | EGSM 850/900/1800/1900 WCDMA/HSDPA 850/2100                                                                                | Нет                       | 2.0       | Да   | 3,2 МПикс                    | microSDHC    | Да       | Да  |                       |
| E55        | Для всего мира (кроме некоторых стран, в том числе и России) | S60 3rd Edition, Feature Pack 2                               | 2009    | Классический | 240x320                           | EGSM 850/900/1800/1900 WCDMA/HSDPA 850/2100                                                                                | semiQWERTY                | 2.0       | Да   | 3,2 МПикс                    | microSDHC    | Да       | Да  |                       |
| E60        | Для Европы / Азии                                            | S60 3rd Edition (initial release)                             | 2006    | Классический | 352х416                           | GSM 900/1800/1900 WCDMA/UMTS 2100 МГц                                                                                      | Нет                       | 1.2       | Да   | Нет                          | RS-MMC       | Нет      | Нет | Nokia E60             |
| E61        | Для всего мира                                               | S60 3rd Edition (initial release)                             | 2006    | Классический | 320х240                           | GSM 850/900/1800/1900 WCDMA/UMTS 2100 МГц                                                                                  | Да                        | 1.2       | Да   | Нет                          | miniSD       | Нет      | Нет | Nokia E61             |
| E61i       | Для всего мира                                               | S60 3rd Edition (initial release)                             | 2007    | Классический | 320х240                           | GSM 850/900/1800/1900 WCDMA/UMTS 2100 МГц                                                                                  | Да                        | 1.2       | Да   | 2.0 МПикс                    | microSD      | Нет      | Нет | Nokia E61i            |
| E62        | Для всего мира                                               | S60 3rd Edition (initial release)                             | 2006    | Классический | 320х240                           | GSM/EGSM 850/900/1800/1900                                                                                                 | Да                        | 1.2       | Нет  | Нет                          | miniSD       | Нет      | Нет |                       |
| E63        | Для всего мира                                               | S60 3rd Edition, Feature Pack 1                               | 2008    | Классический | 320х240                           | GSM/EGSM 850/900/1800/1900 WCDMA 850/2100, 900/2100, 850/1900                                                              | Да                        | 2.0       | Да   | 2.0 МПикс                    | microSDHC    | Да       | Нет |                       |
| E65        | Для всего мира                                               | S60 3rd Edition (initial release)                             | 2007    | Слайдер      | 240х320                           | GSM/EGSM 850/900/1800/1900 WCDMA/UMTS 2100 МГц                                                                             | Нет                       | 2.0       | Да   | 2.0 МПикс                    | microSD      | Нет      | Нет | Nokia E65 (Hong Kong) |
| E66        | Для всего мира                                               | S60 3rd Edition, Feature Pack 1                               | 2008    | Слайдер      | 240х320                           | GSM/EGSM 850/900/1800/1900 WCDMA/UMTS 2100 МГц                                                                             | Нет                       | 2.1       | Да   | 3.2 МПикс автофокус          | microSDHC    | Да       | Да  | Nokia E66             |
| E7 (E7-00) | Для всего мира                                               | Symbian^3 → Anna → Nokia Belle Refresh (последнее обновление) | 2010    | Слайдер      | 640 x 360                         | GSM/EDGE 850/900/1800/1900 WCDMA 850/900/1700/1900/2100                                                                    | Да                        | 3.0       | Да   | 8.0 МПикс                    | microSDHC    | Да       | Да  | NokiaE7 1             |
| E70        | Для Европы / Азии                                            | S60 3rd Edition (initial release)                             | 2006    | Раскладушка  | 352х416                           | GSM 900/1800/1900 WCDMA/UMTS 2100 МГц                                                                                      | Да                        | 1.2       | Да   | 2.0 МПикс                    | miniSD       | Нет      | Нет | Nokia E70             |
| E70-2      | Для Северной Америки                                         | S60 3rd Edition (initial release)                             | 2006    | Раскладушка  | 352х416                           | GSM/EGSM 850/1800/1900 | Да                        | 1.2       | Да   | 2.0 МПикс                    | miniSD       | Нет      | Нет |                       |
| E71        | Для всего мира                                               | S60 3rd Edition, Feature Pack 1                               | 2008    | Классический | 320х240                           | GSM/EGSM 850/900/1800/1900 WCDMA 850/2100, 900/2100, 850/1900 HSDPA 1,8 или 3,6 Mбит/с, UMTS 900/2100 МГц или 850/2100 МГц | Да                        | 2.0       | Да   | 3.2 МПикс автофокус          | microSDHC    | Да       | Да  | Nokia E71             |
| E72        | Для всего мира                                               | S60 3rd Edition, Feature Pack 2                               | 2009    | Классический | 320х240                           | GSM/EGSM 850/900/1800/1900 WCDMA 850/1900/2100, 900/1900/2100 HSDPA до 10,2 Mбит/с                                         | Да                        | 2.0       | Да   | 5 МПикс автофокус+ VGA видео | microSDHC    | Да       | Да  | Nokia E72-1           |
| E73        | Для Северной Америки                                         | S60 3rd Edition, Feature Pack 2                               | 2010    | Классический | 320x240                           | GSM/EGSM WCDMA HSDPA | Да                        | 2.0       | Да   | 5 МПикс автофокус+ VGA видео | microSDHC    | Да       | Да  |                       |
| E75        | Для всего мира                                               | S60 3rd Edition, Feature Pack 2                               | 2009    | Слайдер      | 240х320                           | GSM/EGSM 850/900/1800/1900 WCDMA 850/2100, 900/2100, 850/1900 HSDPA 1,8 или 3,6 Мбит/с UMTS 900/2100 МГц или 850/2100 МГц  | Да                        | 2.0       | Да   | 3.2 МПикс автофокус          | microSDHC    | Да       | Да  | Nokia E75             |
| E90        | Для всего мира                                               | S60 3rd Edition, Feature Pack 1                               | 2007    | Раскладушка  | Основной 800х352, Внешний 240х320 | GSM 850/900/1800/1900 WCDMA/UMTS 2100 МГц                                                                                  | Да                        | 2.0       | Да   | 3.2 МПикс автофокус          | microSDHC    | Да       | Да  | Nokia E90             |

Обновление линейки
| Модель | Исполнение     | Версия ОС   | Выпущен | Тип корпуса | Экран                              | Частота и режим              | Тип Сим-карты | Bluetooth | WiFi | Камера                              | Карта памяти | FM-радио | GPS | ГЛОНАСС | Изображение |
| ------ | -------------- | ----------- | ------- | ----------- | ---------------------------------- | ---------------------------- | ------------- | --------- | ---- | ----------------------------------- | ------------ | -------- | --- | ------- | ----------- |
| E1     | Для всего мира | Android 6.0 | 2016    | Моноблок    | 240х180 с разрешением 1080-Full HD | GSM/3G/LTE 850/900/1800/1900 | Micro-sim     | 3.0       | Да   | Задняя 20 МПикс фронтальная 5 МПикс | microSD      | Да       | Да  | Да      |             |

## Возможности для бизнеса

### Электронная почта
Помимо достаточно богатых характеристик, Nokia предлагает целый спектр приложений, позволяющих эффективно использовать аппараты линейки в бизнес-окружении. Пожалуй, наиболее распространённым, является свободно распространяемое компанией приложение Mail for Exchange, позволяющее синхронизировать содержимое аппарата (электронную почту, контакты, напоминания о встречах и пр.) с почтовым ящиком, расположенным на сервере Microsoft Exchange посредством Push-синхронизации (англ.) по сетям GSM/3G/WLAN.

### Работа с документами
В штатный набор ПО телефонов этой серии входят приложения для работы с основными форматами офисных приложений — Mobile Word, Mobile Spreadsheets, Mobile presentations